# Calyptra capucina
Calyptra capucina är en fjärilsart som beskrevs av Carl von Linné sensu Esper 1789. Calyptra capucina ingår i släktet Calyptra och familjen nattflyn. Inga underarter finns listade i Catalogue of Life.